# Sociétés d'économie mixte de Paris
 (septembre 2018).
La Ville de Paris est actionnaire dans plusieurs sociétés d'économie mixtes (SEM), dont dix-sept sont propres à la commune, une au département et deux à l'État[réf. nécessaire]. En 2001, la Ville de Paris était présente dans le capital de vingt-et-une SEM. La même année, leur chiffre d'affaires cumulé correspondait à un quart du budget primitif de fonctionnement de la Ville de Paris. Elles emploient plus de 4 000 personnes et gèrent notamment un parc de plus de 90 000 logements.

## Liste des SEM parisiennes

### Aménagement urbain
- Paris & Métropole Aménagement (P&Ma), société publique locale dont le capital est détenu à 90% par la Ville de Paris et à 10% par la Métropole du Grand Paris[2]. P&Ma est chargé de six opérations d'aménagement sur le territoire parisien : la ZAC Clichy-Batignolles (17e), la ZAC Saint-Vincent-de-Paul (14e), la ZAC Porte Pouchet (17e), le secteur d'aménagement Paul Meurice (20e), la ZAC Chapelle Charbon (18e) et la ZAC Gare des Mines – Fillettes (18e). Elle accompagne par ailleurs ses collectivités actionnaires dans les études préalables de futurs projets urbains. Créée en 2010 sous le nom de Paris Batignolles Aménagement, la SPL porte son nom actuel depuis l'entrée à son capital de la Métropole du Grand Paris en septembre 2018. Elle a fusionné en 2016 avec la SEMAVIP[3] (Société d’économie mixte d’équipement et d’aménagement de la Ville de Paris), aménageur intervenant depuis 1985 dans le nord-est parisien (17e, 18e, 19e et 20e arrondissements).
- SEMPARISEINE En 2007, la SEMEA 15 (Mairie actionnaire à hauteur de 56,5 %), Société d’économie mixte d’équipement et d’aménagement du 15e arrondissement) et la SEM Paris-centre (Mairie actionnaire à hauteur de 80 %), gestionnaire des équipements publics du Forum des Halles à Paris (1er), ont été réunies pour former la SEM PariSeine. Celle-ci est chargée de plusieurs opérations majeures à Paris : le réaménagement des Halles, la rénovation de l'ouvrage dalle du Front de Seine (15e) et diverses opérations d'aménagement urbain et de construction : l'éco-quartier Boucicaut (15e), ZAC Beaujon (8e), Lourmel-Église (15e), EHPAD Anselme Payen (15e), Cardeurs-Vitruve (20e), ZAC de la Porte de Gentilly (94), Les Olympiades (13e) et la Place de Vénétie (13e). Cette SEM s'est chargée d'opérations aujourd'hui terminées telles que la ZAC Didot (14e) et la ZAC des Amandiers (20e). Elle est présidée par Jacques Baudrier.

- SEMAPA (Société d'étude, de maitrise d'ouvrage et d'aménagement Parisienne) : réalisation, notamment, de la vaste opération d'urbanisme Paris Rive Gauche dans le 13e arrondissement. En avril 2012, la SEMAPA change de statut et devient une SPLA dont le nom signifie : Société d’étude, de maitrise d’ouvrage et d’aménagement parisienne. La SEMAPA a exclusivement un actionnariat public : Ville de Paris (92 %), et Région Île-de-France (8 %). En 1991, la Ville de Paris confie à la SEMAPA la réalisation de la plus grande opération d'urbanisme parisienne depuis les travaux haussmanniens du XIXe siècle, Seine Rive Gauche, rebaptisée en 1996 Paris Rive Gauche. Auparavant, la SEMAPA avait réalisé dans le 13e arrondissement quatre autres opérations d'aménagement urbain : Lahire, Gandon-Massena, Château-des-Rentiers et Chevaleret-Jeanne-d'arc. Ces opérations représentent plus de 3 500 logements, des bureaux, des équipements publics (crèches, écoles), des commerces, etc. En 2004, la Ville de Paris a aussi confié à la SEMAPA l'aménagement des terrains de la Gare de Rungis, et dans le quartier des Olympiades une mission relative au secteur du "Stadium élargi". Fin 2005, la Ville de Paris désigne à nouveau la SEMAPA pour le réaménagement du quartier Bédier-Porte d'Ivry puis, en 2013, pour les réaménagements des secteurs Paul Bourget et 90 bd Vincent Auriol. Ces dernières années, la SEMAPA a aussi été désignée pour l'aménagement des opérations Bercy-Charenton (12ème arrondissement), Porte de Vincennes (12ème et 20ème arrondissements), Porte de Montreuil (20ème arrondissement) et Python Duvernois (20ème arrondissement) À côté de son activité d'aménageur, la SEMAPA a assuré dès 2004, pour le compte de la région Île-de-France, la maîtrise d'ouvrage déléguée du bâtiment du Pôle des langues et civilisations orientales (Inalco et Bulac) ; puis, mandatée par la Ville de Paris, la maîtrise d'ouvrage de l'UFR des Sciences et Biologie et de l'UFR de Chimie pour l'université Paris 7-Denis Diderot. La SEMAPA a aussi construit pour le compte de la Ville de Paris l'école de l'opération 90 Vincent Auriol. Cette école de 6 classes a été réalisée en matériaux bio sourcés : structure, parement et menuiseries en bois, isolation en paille et fibres végétales et le toit et les terrasses sont végétalisées. Cette école a obtenu le label Bâtiment Bas Carbone.

- SEMAEST (Société d’économie mixte d’aménagement de l’Est parisien) : longtemps limitée à l'aménagement urbain du 12e arrondissement : ZAC Bercy, Reuilly, Chalon, Promenade Plantée, elle a depuis étendu son champ d'intervention à d'autres arrondissements de l'Est Parisien. Elle peut, par exemple, préempter des locaux commerciaux afin de favoriser la diversification du commerce de proximité.

### Domaine immobilier
- RIVP (Régie immobilière de la Ville de Paris). gère 61000 logements dans Paris.

- Élogie (née de la fusion de la SGIM et de la SEMIDEP) gère plus de 16 000 logements dans Paris intra-muros, ainsi que dans deux sites en première couronne, à ce titre elle représente le 3e bailleur parisien. En qualité de maître d’ouvrage, Élogie contribue à la création de 300 à 500 logements sociaux nouveaux chaque année. Grâce au soutien de la ville de Paris et forte de ses 260 employés  Élogie inscrit sa politique de développement dans une démarche de qualité de service aux habitants, une attention particulière portée à la conception, à l’usage et à la sobriété énergétique de ses opérations.
- SIEMP (Société immobilière d’économie mixte de la Ville de Paris) : créée en 1956 pour gérer et entretenir des immeubles de la Ville de Paris. Elle réalise aussi, pour son compte, des opérations de construction neuves[4].
- Élogie-SIEMP : Les deux sociétés ont fusionné le jeudi 15 décembre 2016. Elles forment désormais le 3e bailleur social de Paris avec plus de 30 000 logements au compteur. A la tête de cette nouvelle structure, on retrouve Danièle Premel, présidente du conseil d'administration. Elle est secondée par la vice-présidente Sandrine Charnoz. Parmi les nombreux objectifs d'Elogie-SIEMP, on retrouve : la reconfiguration des agences dans le but d'améliorer le service de proximité, la construction de nombreux logements, la hausse de l'activité des gardiens sur les résidences, ou encore l'amélioration de l'entente entre les résidents.

- SAGI (Société anonyme de gestion immobilière) : détenue à seulement 40 % par la Ville de Paris et à 60 % par Perexia -du groupe Caisses d'Epargne- et créée en 1930 pour construire 18 000 logements sociaux sur l'emplacement des anciennes fortifications dans le cadre du décret-loi Poincaré du 28 décembre 1926, la SAGI gérait 35 000 logements pour la Mairie de Paris. À la suite d'une décision du maire de Paris, Bertrand Delanoë, et de sa majorité, la SAGI a été en partie démembrée : la ville lui a retiré la gestion de la SEM gérant la Tour Eiffel, puis tous les logements sociaux (à la fin des baux emphytéotiques des immeubles propriété de la mairie) ont été confiés à l'OPAC et à la RIVP. Aujourd'hui, elle gère 5 500 logements et 125 000 m2 de locaux d'activités. Elle est désormais détenue à 100 % par le Groupe SNI et n'est plus une SEM mais une société foncière où la Ville de Paris n'a plus aucune part.

- SEM Paris-Centre (anciennement Sem-Centre) : la Ville de Paris a annoncé[5] la fusion de cette SEM avec la SEMEA 15 (voir ci-dessus).

- SGJA (Société de gérance « Jeanne d’Arc »). Absorbée par la RIVP en 2007.

- SOREQA (Société de requalification des quartiers anciens). SPLA créée en 2010. Elle intervient à l'échelle de la métropole.

### Services
- SAGEP (Société anonyme de gestion des eaux de Paris), aussi connue sous l'appellation « Eau de Paris » : service public de la production de l'eau potable à Paris.

- SAEMES (Société anonyme d’économie mixte, d’exploitation, du stationnement de la Ville de Paris) : création et exploitation de parcs de stationnement[6].

- CPCU (Compagnie parisienne de chauffage urbain) : production et distribution de chaleur.

- SOGARIS (Société anonyme d’économie mixte de la gare routière de Rungis) : immobilier logistique du 1er marché de produits frais du Monde, héritier des anciennes Halles de Paris[7].

- CENECA (Centre national, des expositions et concours agricoles). Organisateur du salon de l'agriculture.

- POPB (Palais omnisports de Paris-Bercy) : SEM entièrement destinée à la gestion de « Bercy ».

- SETE (Société d'exploitation de la Tour Eiffel) créée sur une décision du Conseil de Paris du 13 décembre 2005 pour la gestion de la Tour Eiffel, qui est entièrement la propriété de la ville de Paris. La société appartient pour 60 % à la ville de Paris et pour 40 % à des partenaires institutionnels et privés (BTP Eiffage, Unibail, LVMH, Dexia Crédit local et EDF). Elle a remplacé la Société nouvelle d’exploitation de la Tour Eiffel : gestion de la tour Eiffel, détenue à 70 % par la SAGI et à 30 % seulement par la Ville de Paris.

- SAEMPF (Société anonyme d’économie mixte des pompes funèbres de la Ville de Paris) : toutes prestations funéraires et exploitant exclusif, pour Paris, de la crémation.

- SEMMARIS (Société d'économie mixte d'aménagement et de gestion du marché d’intérêt national de Rungis).

- Énergies POSIT’IF. SEM régionale créée en 2013, consacrée à la rénovation énergétique des immeubles collectifs.